# Texas Eastern Transmission
Texas Eastern Transmission – трубопровідна система, створена для транспортування природного газу з півдня США до штатів на північному сході країни.

## Історія створення
Під час Другої Світової війни склалася напружена ситуація з доставкою на східне узбережжя США нафти та нафтопродуктів із основного видобувного регіону на півдні країни. Для усунення загрози від німецьких підводних човнів у серпні 1942 року розпочали спорудження нафтопроводу Big Inch довжиною 1254 милі із Східно-Техаського басейну через район на південь від Великих Озер до Нью-Йорку. Його доповнили призначеним для транспортування нафтопродуктів Little Big Inch довжиною 1475 миль, який починався дещо південніше поблизу узбережжя Мексиканської затоки та сходився з трасою Big Inch в Арканзасі. Трубопроводи, виконані в діаметрах 600 та 500 мм, ввели в експлуатацію у серпні та жовтні 1943 року відповідно. Вони зіграли велику роль під час війни, проте по її завершенні виявились надлишковими в умовах економіки мирного часу. Як наслідок, в 1947 році обидва трубопроводи продали приватній компанії, котра перетворила їх у газопровідну систему.

## Сучасна конфігурація
У результаті численних модернізацій загальна довжина системи в кінці 2000-х років перевищила 9000 миль. Наразі Texas Eastern Transmission складається з двох основних частин: 
- західна гілка, створена на основі трубопроводів воєнної пори. Доповнена ще однією секцією,  вона починається тепер у Південно-Техаському басейні та прямує через Арканзас, південно-східний кут Міссурі, південь Іллінойсу, Індіани, Огайо, Пенсільванії, перетинає штат Нью-Джерсі та досягає Нью-Йорку;
- східна гілка, яка починається на самому півдні Техасу біля кордону з Мексикою, проходить через цей штат паралельно західній гілці, але ближче до узбережжя Мексиканської затоки, перетинає газопромисловий район південної Луїзіани (маючи також відгалуження до офшорних родовищ), і далі прямує через Міссісіпі, Теннессі, Кентуккі до Огайо, де з'єднується із західною частиною системи.
Станом на 2008 рік за загальною пропускною здатністю Texas Eastern Transmission займала четверте місце в країні з показником понад 75 млрд м3 на рік. При цьому за фактичним використанням потужності у попередньому році вона виявилась сьомою, протранспортувавши 14,8 млрд м3.

## Традиційні джерела наповнення
Texas Eastern Transmission може отримувати ресурс для транспортування з різноманітних джерел, зокрема з:
- численних нафтогазоносних басейнів штату Техас, в тому числі через хаб Agua Dulce;
- хабу East End/ Moss Bluff, створеного в Техасі біля кордону з Луїзіаною в районі підземного сховища Moss Bluff. Останнє має не надто велику активну ємність у 0,34 млрд м3, проте вирізняється можливістю видачі до 34 млн м3 на добу.
- хабу Choctaw на півдні Луїзіани, який отримує ресурс через газопроводи CrossTex LIG, Bridgeline, Acadian Gas System (в останньому випадку велику роль відіграють поставки зі сланцевої формації Хейнсвіль);
- перемички від хабу Перрівіль на півночі Луїзіани, куди через Gulf South Pipeline, Gulf Crossing, Midla, Enable Gas Transmission постачається продукція ряду нафтогазоносних басейнів, включаючи ресурс сланцевих формацій Барнетт, Вудфорд та Хейнсвіль;
- газопроводу Regency Intrastate Gas, який так само обслуговує видобуток зі згаданої вище формації Хейнсвіль;
- газопроводу Ozark Gas Transmission, спорудженому для видачі продукції з нафтогазоносного басейну Аркома (Оклахома та Арканзас, містить сланцеву формацію Файєтвіль);
- трубопроводу-інтерконнектору Midwestern Gas Transmission, який забезпечує зв'язок із ще шістьма потужними системами, що прокладені між півднем країни та регіонами Великих Озер та північного сходу, а також з газовим хабом Joliet на околиці Чикаго, куди через системи Northern Border та Alliance постачається канадський природний газ.
Також до певного моменту постачальниками ресурсу в систему Texas Eastern Transmission були споруджені на узбережжі Мексиканської затоки термінали для імпорту зрідженого газу, як то Сабін-Пасс (через трубопроводи Creole Trail Pipeline та Kinder Morgan Louisiana Pipeline) або Камерон (через Cameron Pipeline).

## Вплив "сланцевої революції"
В 2010-х роках імпорт ЗПГ через згадані вище термінали став неактуальним внаслідок зростання власного виробництва під час «сланцевої революції». Остання вплинула і на використання потужного газопроводу Rockies Express, який має в Огайо два інтерконектори з Texas Eastern Transmission. Передбачалось, що споруджений в кінці 2000-х Rockies Express транспортуватиме на схід продукцію басейнів Скелястих гір. Проте розробка у цільовому районі сланцевих формацій Утіка та Марцеллус вже у 2015 році призвела до реверсу Rockies Express.
В нових умовах основним джерелом ресурсу для північної частини Texas Eastern Transmission став місцевий «сланцевий» газ. Його постачають як через вже існуючі мережі, так і з нових газопроводів, наприклад, Equitrans Pipeline або Allegheny Valley Connector.
В той же час, південна частина може бути задіяна в постачанні сировини для експортних заводів із зрідження природного газу, першим серед яких став модернізований відповідним чином термінал Сабін-Пасс. Для подачі сюди блакитного палива зокрема реверсували Creole Trail, який транспортує з компресорної станції Gillis ресурс, отриманий із ряду систем включаючи Texas Eastern Transmission.  Крім того, від хабу Agua Dulce до мексиканського кордону прямує гілка Texas Eastern Transmission, що постачає блакитне паливо у газотранспортну систему південного сусіда.
Що стосується центральної частини Texas Eastern Transmission, то починаючи з 2014 року на ній ведуться роботи по перетворенню у бідирекціональну для постачання газу формацій Утіка та Марцеллус на узбережжя Мексиканської затоки.